# 昂布利
昂布利（法語：Amblie，法語發音：[ɑ̃bli] ⓘ）是法国卡尔瓦多斯省的一个旧市镇，属于卡昂区。2019年，昂布利与临近的2个市镇合并为新市镇瑟勒河桥村。

## 地理
昂布利（49°17'30"N, 0°29'13"W）面积5.82 平方千米，位于法国诺曼底大区卡爾瓦多斯省，该省份为法国西北部沿海省份，北濒大西洋英吉利海峡，东北与滨海塞纳省以海上边界相接，东临厄尔省，南至奧恩省，西与芒什省接壤。
与昂布利接壤的市镇（或旧市镇、城区）包括：邦维尔、瑟勒河畔科隆比耶、克勒利、方丹亨利、朗特伊、勒维耶、蒂耶瑟维尔、勒弗雷讷卡米伊。

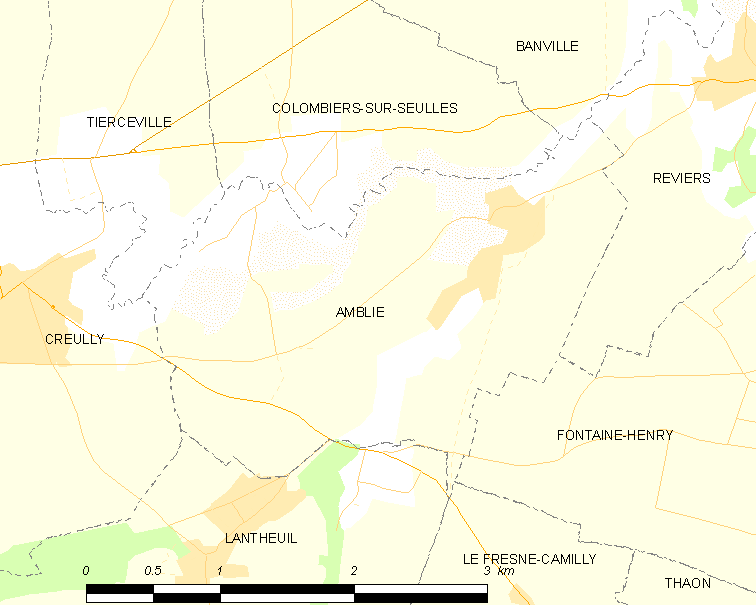
昂布利的OSM定位图

昂布利的时区为UTC+01:00、UTC+02:00（夏令时）。

## 行政
昂布利的邮政编码为14480，INSEE市镇编码为14008。

## 政治
昂布利所属的省级选区为蒂和米县。

## 人口

1962-2008年间昂布利人口变化图示

昂布利于2018年1月1日时的人口数量为274人。